# Масталеж, Ян Игнатьевич
Ян Игнатьевич Масталеж (пол. Jan Mastalerz; 23 мая 1894 — ?) — полковник ВС СССР и Народного Войска Польского, Главный военный прокурор Польши в 1944—1946 годах.

## Биография
Работал слесарем на железнодорожной станции Варшава-Прага в 1913—1915 годах. После начала Первой мировой войны эвакуирован вглубь России, работал на железных дорогах в Пскове и Петрограде. В 1919—1939 годах — судья военных трибуналов РККА. Занимал такие должности, как:
- председатель военного трибунала 45-й стрелковой дивизии
- заместитель председателя военного трибунала 6-го стрелкового корпуса
- член коллегии военного трибунала Балтийского флота ВМФ СССР
- прокурор 16-го Белорусского стрелкового корпуса
- помощник прокурора гарнизона Баку.

С 1925 года — прокурор военной прокуратуры РККА. Окончил специальный курс в Военной академии имени М. В. Фрунзе. Глава прокуратуры Особого железнодорожного корпуса в 1938—1941 годах. После нападения гитлеровской Германии на СССР направлен в военную прокуратуру г. Ярославля. Прокурором прокуратуры РСФСР Э. К. Саулевичем характеризовался так:

Масталеж был слишком демократичным. Он не любил суеты и редко покидал свой кабинет. Он даже был недоволен, когда его вызывало командование, и старался найти причину, чтобы не ехать в штаб армии. Тем более он не любил бывать в воинских подразделениях и частях.

С 15 февраля 1944 года служил в Войске Польском. Стал одним из инициаторов создания штрафных подразделений в Войске Польском. Работал прокурором Прокуратуры Войска Польского в СССР (позже 1-й армии Народного Войска Польского). Со 2 сентября 1944 по январь 1946 года — главный военный прокурор Польши, до марта 1947 года заместитель председателя Верховного военного суда Польши. 21 марта 1947 года вернулся в СССР.